# Movimento dos Santos dos Últimos Dias

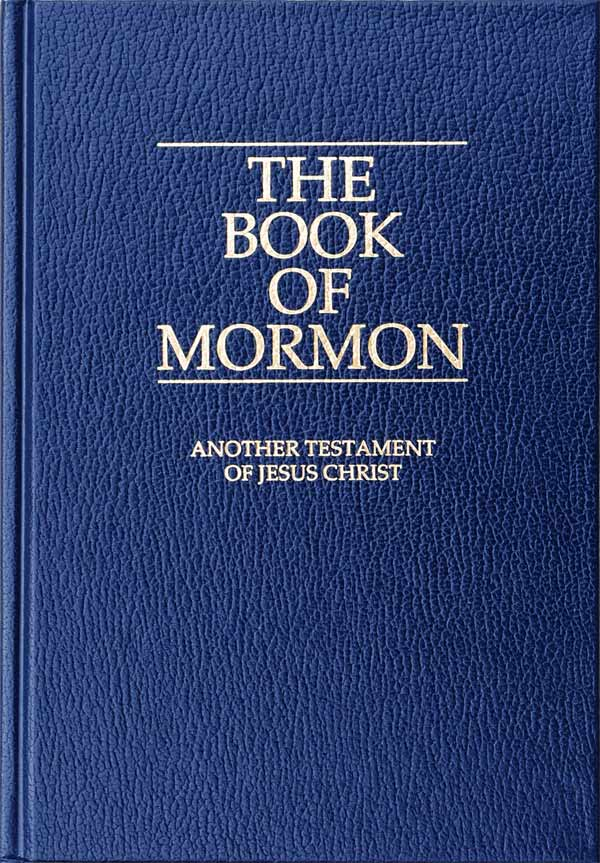
Livro de Mórmon

Movimento dos Santos dos Últimos Dias é a coleção de grupos religiosos independentes que traçam suas origens a um movimento primitivista cristão fundado por Joseph Smith no final da década de 1820. Coletivamente, essas igrejas têm mais de 15 milhões de membros. A grande maioria dos adeptos pertence à Igreja de Jesus Cristo dos Santos dos Últimos Dias, com sua teologia predominante sendo o mormonismo. A Igreja se autoidentifica como cristã.
Uma minoria dos adeptos do movimento, como os membros da Comunidade de Cristo, acreditam na teologia protestante tradicional e distanciaram-se de algumas das doutrinas distintivas do mormonismo. Outros grupos incluem a Igreja Remanescente de Jesus Cristo dos Santos dos Últimos Dias, que apoia a sucessão linear de liderança dos descendentes de Smith e a controversa Igreja Fundamentalista de Jesus Cristo dos Santos dos Últimos Dias, que defende a prática da poligamia.

## História
O fundador do movimento Santos dos Últimos Dias foi Joseph Smith e, em menor grau, durante os primeiros dois anos do movimento, Oliver Cowdery. Ao longo de sua vida, Smith contou uma experiência que teve quando menino, tendo visto Deus o Pai e Jesus Cristo como dois seres separados, que lhe disseram que a verdadeira igreja de Jesus Cristo havia sido perdida e seria restaurada por meio dele, e que ele receberia autoridade para organizar e liderar a verdadeira Igreja de Cristo.
A igreja dos Santos dos Últimos Dias foi formada em 6 de abril de 1830, consistindo em uma comunidade de crentes nas cidades de Fayette, Manchester e Colesville, no oeste de Nova York. A igreja foi formalmente organizada sob o nome de "Igreja de Cristo". Em 1834, a igreja era referida como "Igreja dos Santos dos Últimos Dias" nas publicações da igreja primitiva, e em 1838 Smith anunciou que havia recebido uma revelação de Deus que mudou oficialmente o nome para "Igreja de Jesus Cristo dos Santos dos Últimos Dias".
Em 1844, William Law e vários outros santos dos últimos dias em posições de liderança na igreja denunciaram publicamente a prática secreta da poligamia de Smith no Expositor de Nauvoo e formaram sua própria igreja. O conselho da cidade de Nauvoo, Illinois, liderado por Smith, posteriormente teve a impressora do Expositor destruída. Apesar da oferta posterior de Smith de pagar indenização pela propriedade destruída, os críticos de Smith e da igreja consideraram a destruição violenta. 
Joseph Smith e seu irmão, Hyrum, o Presidente Assistente da Igreja, foram mortos por uma turba enquanto estavam na prisão de Carthage, Illinois, e vários corpos dentro da igreja alegaram ser a principal autoridade sobrevivente e nomeados sucessores. Essas várias reivindicações resultaram em uma crise de sucessão. Muitos apoiaram Brigham Young, o presidente do Quórum dos Doze Apóstolos; outros Sidney Rigdon, o membro sobrevivente sênior da Primeira Presidência. Emma Hale Smith não conseguiu persuadir William Marks, o presidente do Alto Conselho um apoiador de Rigdon, para assumir a liderança e os membros sobreviventes da família imediata de Smith permaneceram sem afiliação com qualquer grupo maior até 1860, quando formaram a Igreja Reorganizada de Jesus Cristo dos Santos dos Últimos Dias com o filho mais velho de Joseph como profeta. Esses vários grupos às vezes são referidos sob dois títulos geográficos: "Prairie Saints" (aqueles que permaneceram no meio- oeste dos Estados Unidos); e "Rocky Mountain Saints" (aqueles que seguiram Young até o que mais tarde se tornaria o estado de Utah).
Hoje, a grande maioria (mais de 98 por cento) dos santos dos últimos dias pertence à Igreja SUD, que reporta mais de 16 milhões de membros em todo o mundo. A segunda maior denominação é a Comunidade de Cristo sediada em Missouri, que relata 252 000 membros. Ainda existem pequenas denominações que traçam suas origens a Rigdon, James Strang ou outros associados de Smith, e várias seitas fundamentalistas que se separaram da Igreja SUD depois que ela rejeitou o casamento plural em 1890 afirmam ter dezenas de milhares de membros.
Historicamente, as diferentes denominações dentro do movimento dos Santos dos Últimos Dias têm sido hostis ou desdenhosas umas das outras; isso ocorre principalmente porque cada grupo afirma ser a única continuação legítima da única igreja verdadeira estabelecida por Smith em 1830.